# Teorema del sollevamento dell'omotopia
Il teorema di sollevamento dell'omotopia è un teorema di matematica, e più precisamente di topologia, che collega le nozioni di rivestimento e di omotopia.

## Definizione di sollevamento
Sia {\displaystyle p:E\to X} un rivestimento e {\displaystyle f:Y\to X} un'applicazione continua fra spazi topologici. Un sollevamento di {\displaystyle f} è una applicazione continua {\displaystyle g:Y\to E} tale che: 
{\displaystyle f=p\circ g.}

## Enunciato del teorema
Siano dati un rivestimento fra spazi topologici
{\displaystyle p:E\to X\,\!}
e due applicazioni continue
{\displaystyle a:I\to E,\quad F:I^{2}\to X}
definite sull'intervallo {\displaystyle I=[0,1]} e sul quadrato {\displaystyle I^{2}}, tali che {\displaystyle p(a(t))=F(t,0)} per ogni {\displaystyle t}.
Allora esiste, ed è unico, un sollevamento 
{\displaystyle G:I^{2}\to E\,\!}
di {\displaystyle F} tale che {\displaystyle G(t,0)=a(t)} per ogni {\displaystyle t}.

## Dimostrazione
Basta dimostrare l'esistenza: l'unicità segue dalla connessione di {\displaystyle I^{2}} e dal teorema di unicità del sollevamento.
La costruzione del sollevamento {\displaystyle G} è invece fatta sfruttando la semplice connessione e la compattezza di {\displaystyle I^{2}}. Grazie alla compattezza esiste un {\displaystyle N>0} tale che ogni quadratino
{\displaystyle Q_{i,j}=\left[{\frac {i}{N}},{\frac {i+1}{N}}\right]\times \left[{\frac {j}{N}},{\frac {j+1}{N}}\right]}
contenuto in {\displaystyle I^{2}} (quindi con {\displaystyle i<N,j<M}) ha immagine {\displaystyle F(Q_{i,j})} contenuta in un aperto uniformemente rivestito. Quindi la funzione {\displaystyle F}, ristretta al quadratino {\displaystyle Q_{i,j}}, ammette un sollevamento. I quadratini {\displaystyle Q_{i,j}} ricoprono il quadrato {\displaystyle I^{2}}: grazie alla semplice connessione, tutti questi sollevamenti possono quindi essere "incollati" coerentemente in modo da formare un sollevamento {\displaystyle G} con le proprietà richieste.

## Corollario
Siano {\displaystyle p:E\to X} un rivestimento e {\displaystyle f:S^{2}\to X} un'applicazione continua. Per ogni coppia di punti y ∈ S2, e ∈ p−1(f(y)) esiste un unico sollevamento g : S2 → E dell'applicazione f tale che g(y) = e.